# Jean Bosc (dessinateur)
Pour les articles homonymes, voir Bosc et Jean Bosc.
Jean-Maurice Bosc est né le 30 décembre 1924 d'une modeste famille protestante à Nîmes, en France. Il s'est suicidé le 3 mai 1973 à Antibes (France).

## Biographie
Jean Bosc fut durant une vingtaine d'années un des dessinateurs humoristiques les plus doués de son époque, reconnu en France mais aussi en Allemagne et au Royaume-Uni. Son œuvre, qui a traversé les modes et les années, compte plus de trois mille dessins publiés dans des journaux français et étrangers, et de nombreux albums. Il est l’un des pères du dessin d’humour moderne, inspirateur entre autres de Claire Bretécher, Cabu, Copi, Reiser et Wolinski, ami de Chaval, Folon, Sempé et Tetsu.
Il est inhumé dans la sépulture familiale du cimetière d'Aigues-Vives dans le Gard.

## Livres de Jean Bosc
- Petits riens, Fernand Hazan, 1956
- Mort au tyran, Jean-Jacques Pauvert, 1959
- Les Boscaves au feu, Jean-Jacques Pauvert, 1959
- Les Boscaves, Denoël, 1965 - réédition en 1985
- Si De Gaulle était petit, Jean-Jacques Pauvert, 1968
- La fleur dans tous ses états, Claude Tchou, 1968 - réédition en 2015 par Les Cahiers dessinés sous le titre Des fleurs folles de leur tige
- Je t'aime, Albin Michel, 1969
- Le couple, Gerfau Impressions, 1970 - réédition augmentée en 1987 par Denoël
- J'aime beaucoup ce que vous  faites, Denoël, 1985
- L'armée, Denoël, 1987
- Dessins inédits,  Le Cherche midi, 1991
- Voyage en Boscavie, Le Cherche midi, 2003
- Alors on se proméne ?, Le Cherche midi, 2005
- Deux pour la vie, Le Cherche midi, 2007
- Le coin du Bosc, La Maison du rire et de l'Humour, 2007
- NQN!, Les Cahiers dessinés, 2013.  (ISBN 979-1-09-087510-4)
- Mon oeuvre, Le Cherche midi, 2016

## Film d'animation
- Le Voyage en Boscavie (1958) réalisé avec Claude Choublier et Jean Vautrin

## Récompenses
- Prix Émile-Cohl (1958) pour Le Voyage en Boscavie
- Grand Prix du jury à la Biennale de Venise (1959) pour Le Voyage en Boscavie
- Grand prix de l'humour du magazine Lui (1965)
- Grand prix de l'humour noir Grandville (1970) pour Je t'aime
- Grand prix de l'humour de la ville d' Avignon.(1972)

## Exposition
- Bosc, de l’humour à l’encre noire, Musée Tomi Ungerer – Centre international de l’Illustration, Strasbourg, du 17 octobre 2014 au 1er mars 2015. L’exposition présente 250 dessins originaux et documents, provenant essentiellement de collections privées françaises et étrangères ainsi que d’institutions publiques comme la BnF et le Musée Calvet d’Avignon.